# Canción mansa para un pueblo bravo
Canción mansa para un pueblo bravo es una película venezolana de 1976 dirigida por Giancarlo Carrer. La película toma su título de la canción homónima del compositor venezolano Alí Primera. Se trata de un ejemplo importante del Nuevo Cine Venezolano. 

## Sinopsis
La película narra la historia de Gilberto Chacón (Orlando Urdaneta), un joven ingenuo proveniente de Moruy, en la Península de Paraguaná, que llega a Caracas con la esperanza de forjarse un futuro mejor. Inicialmente deslumbrado por el brillo de la vida urbana, rápidamente se enfrenta a las duras realidades de la gran ciudad.
Más adelante se encontrará a Freddy (Tito Aponte), un joven que ejerce la prostitución, Yolanda (Lourdes León), empleada de un bar de mala muerte y amiga de Freddy. Tanto Freddy como Yolanda, le muestran a Gilberto un mundo de violencia policial, drogas y corrupción que provocan un cambio radical en su personalidad.

## Reparto
- Orlando Urdaneta
- Lourdes León
- Tito Aponte
- Manuel Poblete
- Humberto Buonocuore
- Rosario Val
- José León
- Ramón Antonio Moreno
- Blanca Pereira
- Darío Nessi
- Salomón Lugo
- María del Pilar Lagrada
- Tito Hernández
- Donato Testa
- Gustavo Adolfo Pocaterra
- Enrique Yanez
- Efraín Astudillo
- Flor Adames
- Felipe Amundaraín
- Victoria Pacheco
- Enrique Dorante
- Manuel Víctor Rentroya
- Jesús Enrique Gamboa
- José Amable Parra
- Carlos Maldonado
- José Manuel Medina
- Luis Armando Tovar
- Giuseppe Espósito

## Temas
La película aborda la transformación de un individuo al enfrentarse a las adversidades de la vida urbana, explorando cómo el entorno puede influir en la conducta y moralidad de las personas.
La película de Giancarlo Carrer muestra una de las primeras representaciones de la comunidad LGBT+ en el cine venezolano, pues Freddy, uno de los personajes principales, ejerce la prostitución con un hombre mayor, glamuroso y adinerado. El estereotipo del señor gay glamuroso explotado por Carrer se repite en otras películas de la Época de oro del cine venezolano como Juan Topocho (1979) de César Bolívar. También en El pez que fuma (1977), de Román Chalbaud vemos dentro del burdel que da título a la película a varios trabajadores sexuales gay. 
Esta tendencia se repite en el documental En Venezuela es la cosa del propio Giancarlo Carrer (1978) que inicia la narración con el mundo nocturno de la prostitución caraqueña, incluyendo a mujeres travestis.

## Producción

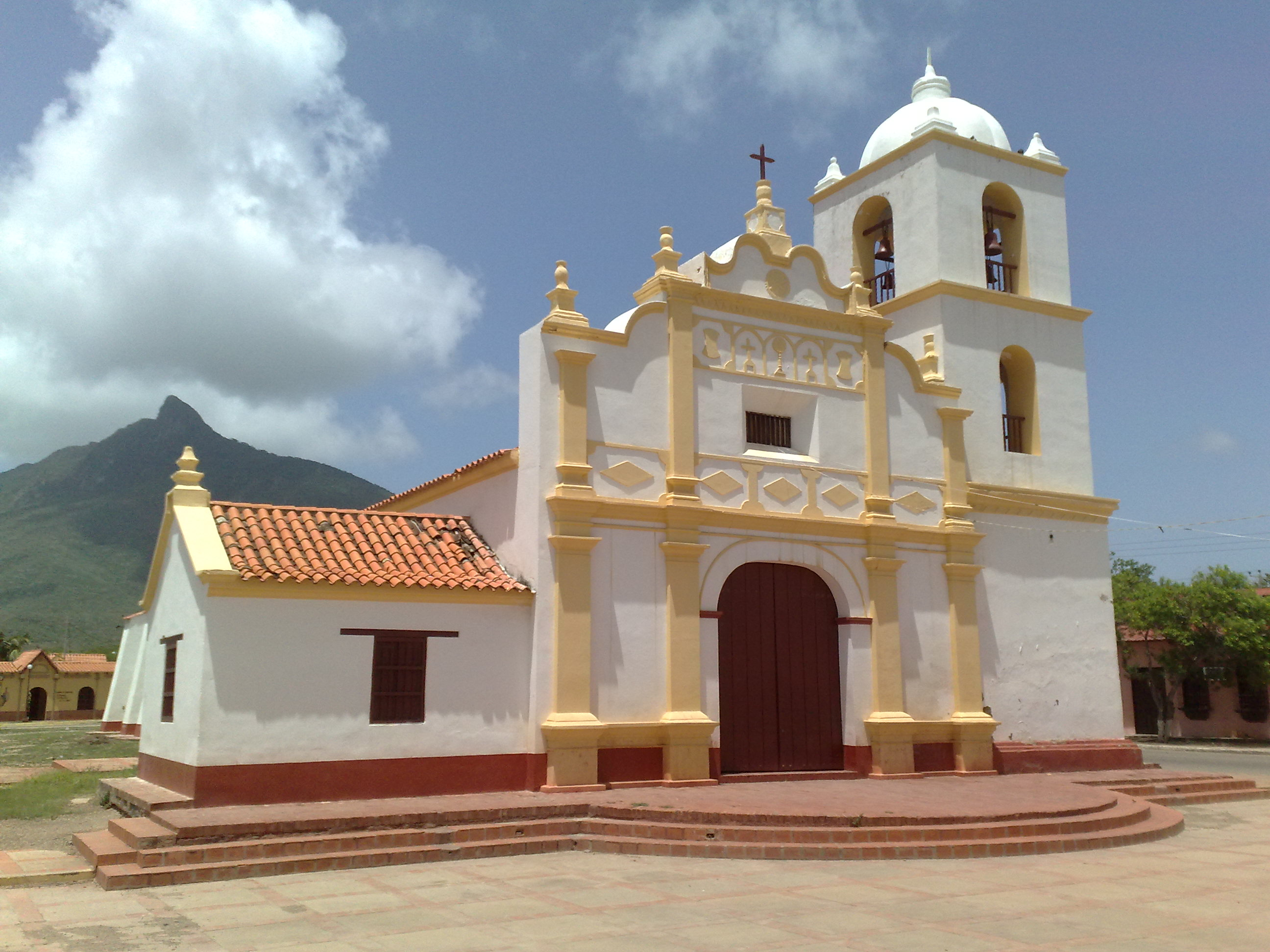
Iglesia San Nicolás de Moruy.

El rodaje de la película se llevó a cabo en diversas locaciones de Venezuela, capturando la transformación urbana del país en la década de 1970. La producción estuvo a cargo de Antonello Collu, y contó con la colaboración de Corpoturismo y la productora Corona Cinematografica.  
La cinematografía, a cargo de Ramón Carthy, Pedro Laya y Héctor Ríos, se destacó por su enfoque realista y su uso de la luz natural para resaltar la atmósfera desértica de Paraguaná, así como de la ciudad de Caracas. 
La edición estuvo a cargo de la fotógrafa italiana Franca Donda.
El tema musical de la película es la canción homónima del compositor venezolano Alí Primera.